# Hannu Väisänen
Hannu Pekka Antero Väisänen, född 2 oktober 1951 i Uleåborg, är en finländsk bildkonstnär och författare.
Hannu Väisänen är son till försäkringsinspektörern Heikki Väisänen och Anja Lehtomäki. Han utbildade sig på Konstgymnasiet i Nyslott 1969–1970 och på  Finlands konstakademi i Helsingfors 1970–1974.
År 1993 tilldelades han Pro Finlandia-medaljen. Han fick Tack för boken-medaljen 2005 för romanen Vanikan palat samt  Finlandiapriset 2007 för romanen Toiset kengät (Andra skor).
Hans livskamrat är Christoph Richard och han är sedan 1989 bosatt i Frankrike. Väisänen är representerad vid bland annat Nordiska Akvarellmuseet.

## Offentliga verk i urval
- Altartavla och nio andra målningar i Sankt Thomas kyrka i Uleåborg, 1977
- Altartriptyken i Pingstmirakel – Fragment av tro i Mikaelskyrkan i Gårdsbacka i Helsingfors, 1987–1989
- Två målningar på Finlands nationalopera